# 黑沃爾特河
黑沃爾特河（法語：Volta Noire），另稱穆翁河（Mouhoun），是位于西部非洲的河流，屬於沃爾特河的支流，發源自布基納法索西部，最終在加納與白沃爾特河匯流後注入沃爾特水庫，河道全長約1,352公里，是加納與科特迪瓦、加納與布基納法索接壤邊界的一部分。在迦納境內為薩凡納大區與博諾大區之界河。布伊水壩坐落於此河川，為位於迦納布伊國家公園南方之水力發電設施。